# Charles-Marie-Étienne Champion Dubois de Nansouty
Charles-Marie-Étienne Champion Dubois de Nansouty (20 de febrero de 1815 - 14  de marzo de 1895), fue un general francés, que tras retirarse se volcó en la creación del observatorio del Pic du Midi de Bigorre.

## Biografía

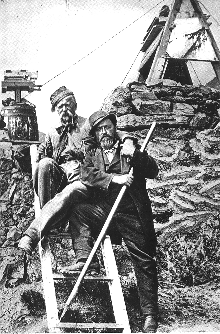
El General Nansouty y el ingeniero Vaussenat

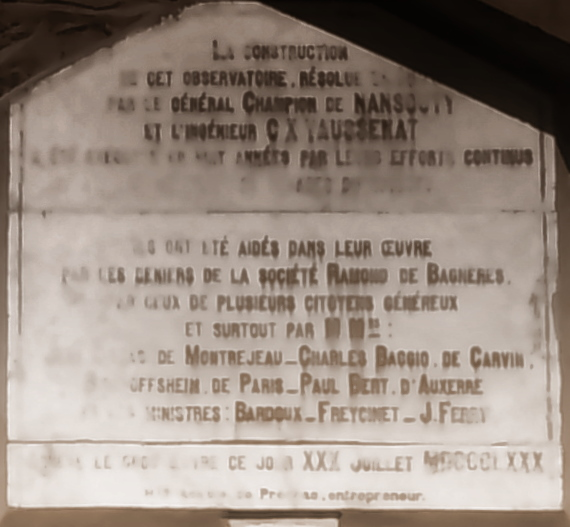
Placa inaugural en el Pic du Midi de Bigorre

Nansouty nació en 1815 en Dijon. Era hijo de Eugène Champion de Nansouty, teniente coronel de infantería, y de Herminie du Bois. Su abuelo era el magistrado conocido como el Presidente de Brosses, y también era sobrino del general napoleónico Étienne Marie Antoine Champion de Nansouty.
Su hermano, el guardamarina Max Marie Paul Adrien (1816-1844), murió en Mahaena (Tahití) durante la guerra franco-tahitiana. El  islote Taaupiri de Mahaena donde fue enterrado lleva su nombre, al igual que una calle de Papeete.

## Carrera militar

### Hoja de servicios
Permaneció en la Escuela de pajes de Carlos XI durante tres años, pero debió abandonarla tras la Revolución de 1830.
Alistado en septiembre de 1837, fue asignado al 12.º Regimiento de Artillería, ascendiendo a sargento de intendencia en diciembre de 1938.
Dos años después pasa al 8.º Regimiento de Húsares, y en abril de 1841 es nombrado alférez del 7.º Regimiento de Húsares. En julio de 1842 fue destinado a la Argelia francesa, donde se enroló en la caballería indígena.
En julio de 1845 asciende a teniente y pasa al 3er Regimiento de Spahis Argelinos, recibiendo el grado de capitán en marzo de 1847 a las órdenes del General Yussuf.
Volvió a Francia en junio de 1851, incorporándose al 7.º Regimiento de Coraceros, y en agosto de 1852, al Regimiento de Guías de la Guardia Imperial a las órdenes de Auguste Regnaud de Saint-Jean de Angély. El escritor Élie de Comminges en su obra Recuerdos de la niñez y del regimiento (París, 1930) lo describía de la manera siguiente :

"El señor de Nansouty, mi jefe de escuadrón, era una especie de viejo africano con unos bigotes y una perilla enormes, mal hablado, capaz de enlazar una sarta de palabrotas que ponen los pelos de punta, pasando entonces por ser un brabucón, un espadachín acabado".

En enero de 1853 fue nombrado jefe de escuadrón, en agosto de 1857 teniente coronel del 6.º Regimiento de Lanceros, y en agosto de 1861 coronel del 8.º Regimiento de Lanceros.
En febrero de 1867 volvió a África para organizar el 4.º Regimiento de Cazadores de África.
Nombrado general de brigada en febrero de 1869 y general de división a título provisional en noviembre de 1870, acudió a Toulouse para reprimir los disturbios ligados a los acontecimientos de la comuna de París. Fracasó en su misión porque se negó a hacer disparar sobre los insurgentes. Acabó asediado en un cuartel y finalmente resultó reemplazado en el mando. Iniciada la guerra francoprusiana, su brigada estaba en segunda línea en agosto de 1870 durante la batalla de Frœschwiller-Wœrth. En septiembre de 1871, como consecuencia de la capitulación francesa de 1870 tras la batalla de Sedán, fue suspendido por haber continuado en el mando activo cuando el ejército ya se había rendido.
Como consecuencia de una violenta misiva dirigida al consejo, fue sancionado por el ministro de guerra a permanecer sesenta días arrestado, condena que cumplió en Bayona. En enero de 1872 fue reintegrado al servicio, pero en calidad de disponible.

### Heridas
Poco antes de la toma de la smala de Abd el-Kader por el duque de Aumale, fue citado el 14 de mayo de 1843 en las órdenes de la División de Orán con ocasión del combate de Sidi El Rashed, donde resultó herido en la frente.

## Pirineísmo
Después de su carrera militar, Champion de Nansouty se interesó por la conquiliogía, la geología y la paleontología.
No perteneció a los fundadores, el 19 de agosto de 1864, del Hotel de los viajeros del Circo de Gavarnie, de la sociedad Ramond, sociedad de estudiosos y de montañeros, a la que pertenecían Charles Packe, Émilien Frossard, el conde Henry Russell y en lo sucesivo el Dr Costallat y Célestin-Xavier Vaussenat, pero desde 1865 a su muerte en 1895 fue su presidente.
A partir de este grupo de personas, se impulsó el proyecto de una serie de estudios centrados en el Pic du Midi de Bigorre. Célestin-Xavier Vaussenat se encargaría de encontrar los fondos necesarios para realizar este proyecto.
Entre los donantes de la Sociedad Ramond, figuraron Montréjeau Charles Baggio de Carvin, Paul Bert de Auxerre y M Offshein de París.
Nansouty permaneció durante ocho años en el col de Sencours, al pie del Pic du Midi de Bigorre, donde realizó observaciones meteorológicas sistemáticas en una estación meteorológica provisional instalada en 1873.
El 14 de diciembre de 1874 se vio obligado a abandonar estos parajes. Desde 1974, una placa conmemora en el col de Sencours la primera y última retirada del General y de sus hombres de este lugar inhóspito.
El 31 de diciembre de 1875, acordó con Roger de Monts celebrar el año nuevo en la cumbre del Pic du Midi de Bigorre. Este fue el origen de la vocación de Roger de Monts por las ascensiones invernales.

### Reconocimientos
- Comendador de la Legión de Honor en 1867, con veinticinco años de servicio, diez campañas y una cita.[4]
- El asteroide (44263) Nansouty lleva su nombre.[5]

## Imágenes

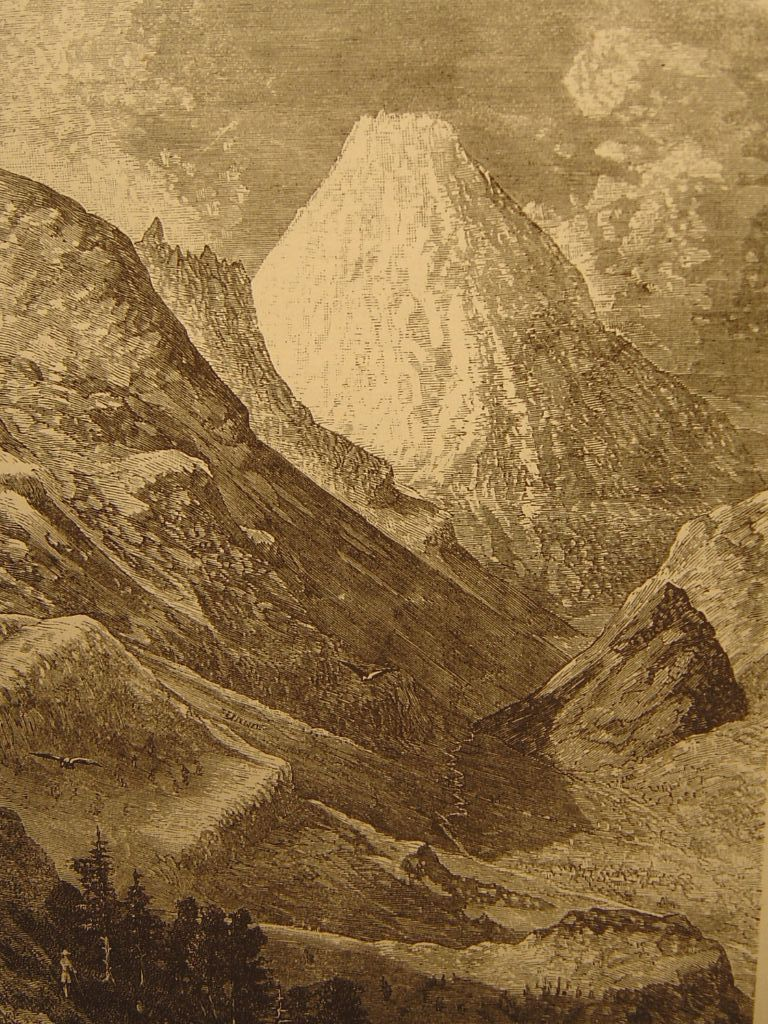
Pic du Midi (1872)
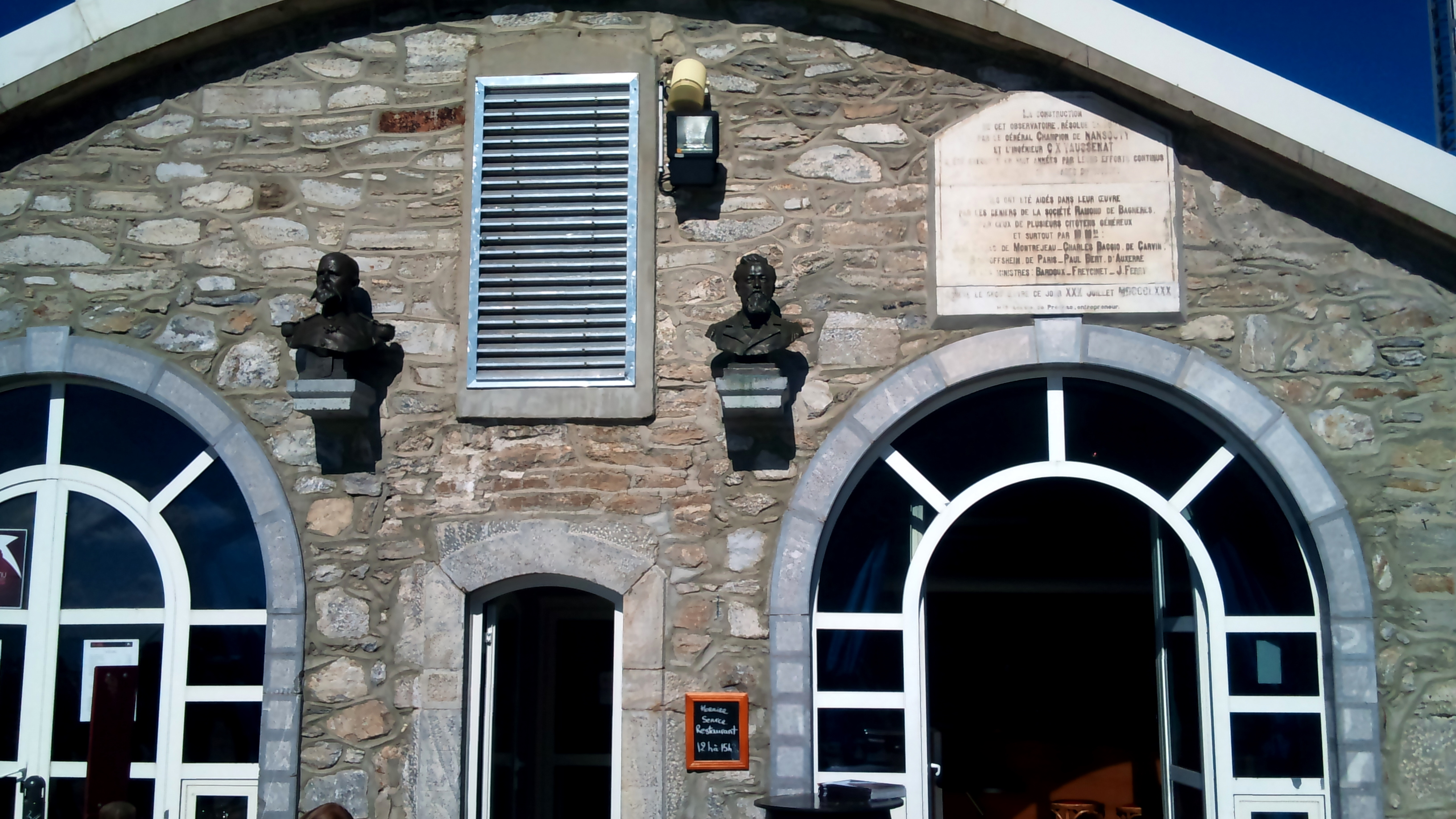
Estelas en el Pic du Midi de Bigorre, en homenaje a Nansouty y Vaussenat
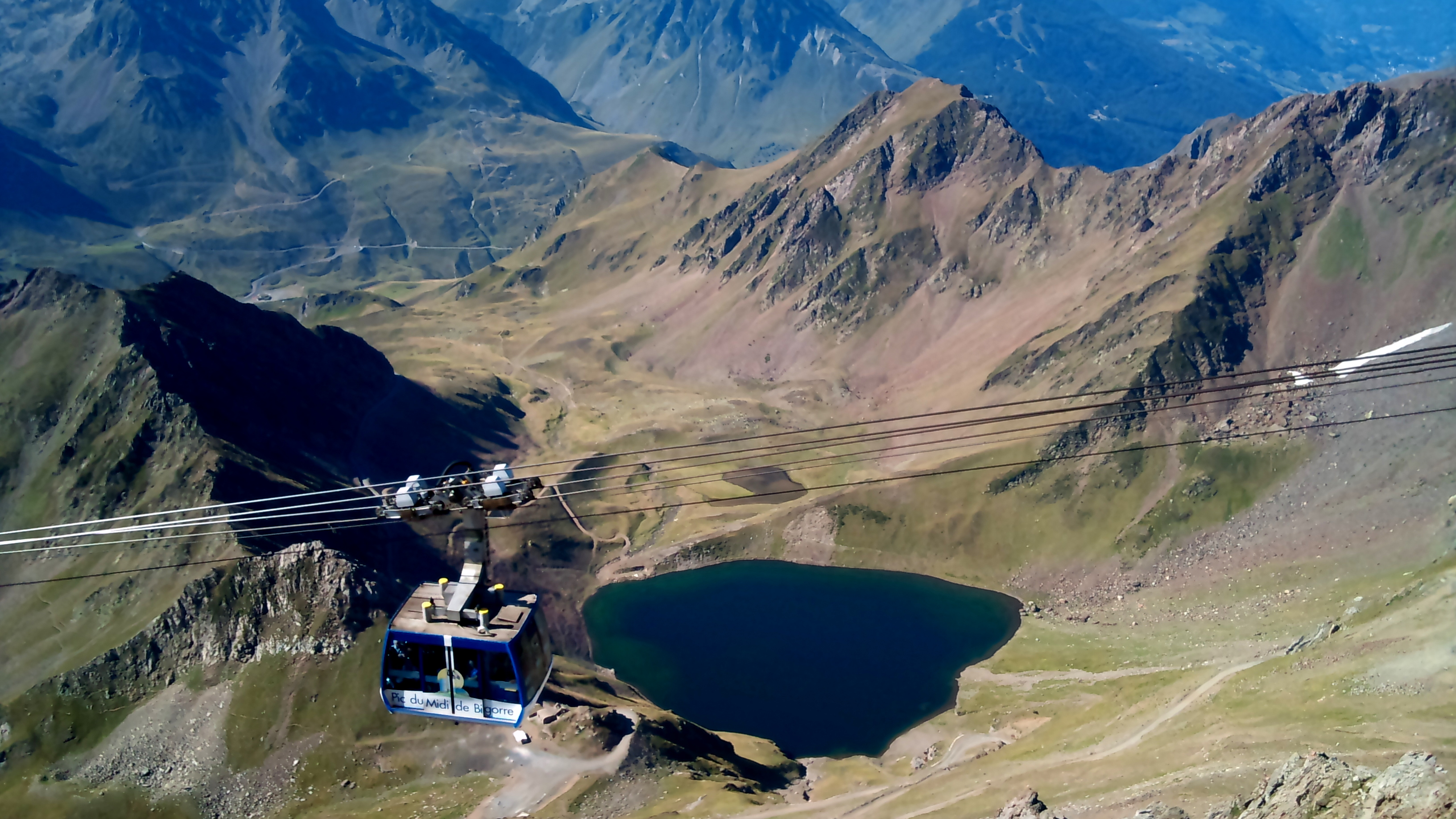
Col de Sencours y lago de Oncet
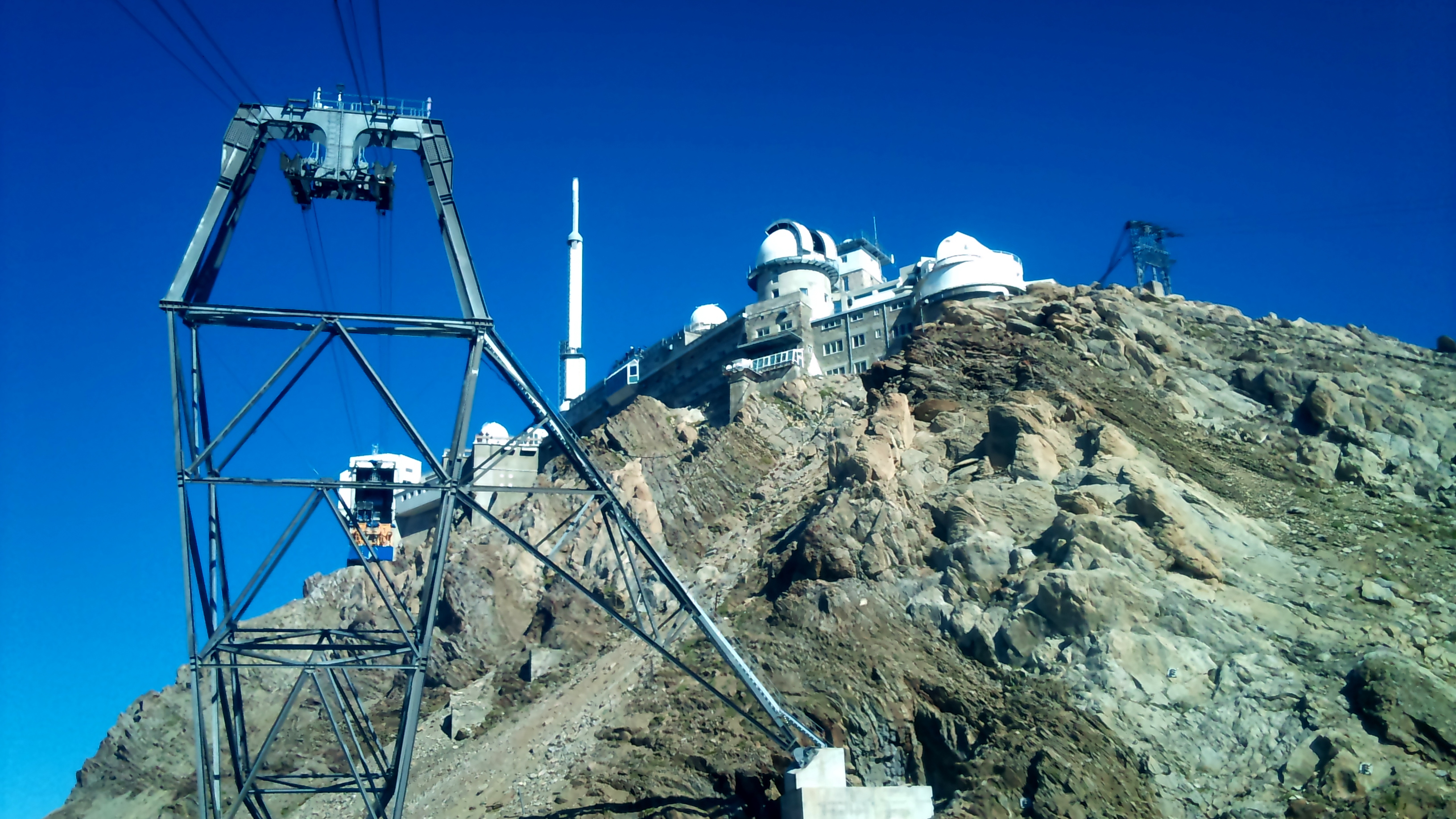
Instalaciones en el Pic du Midi (2011)
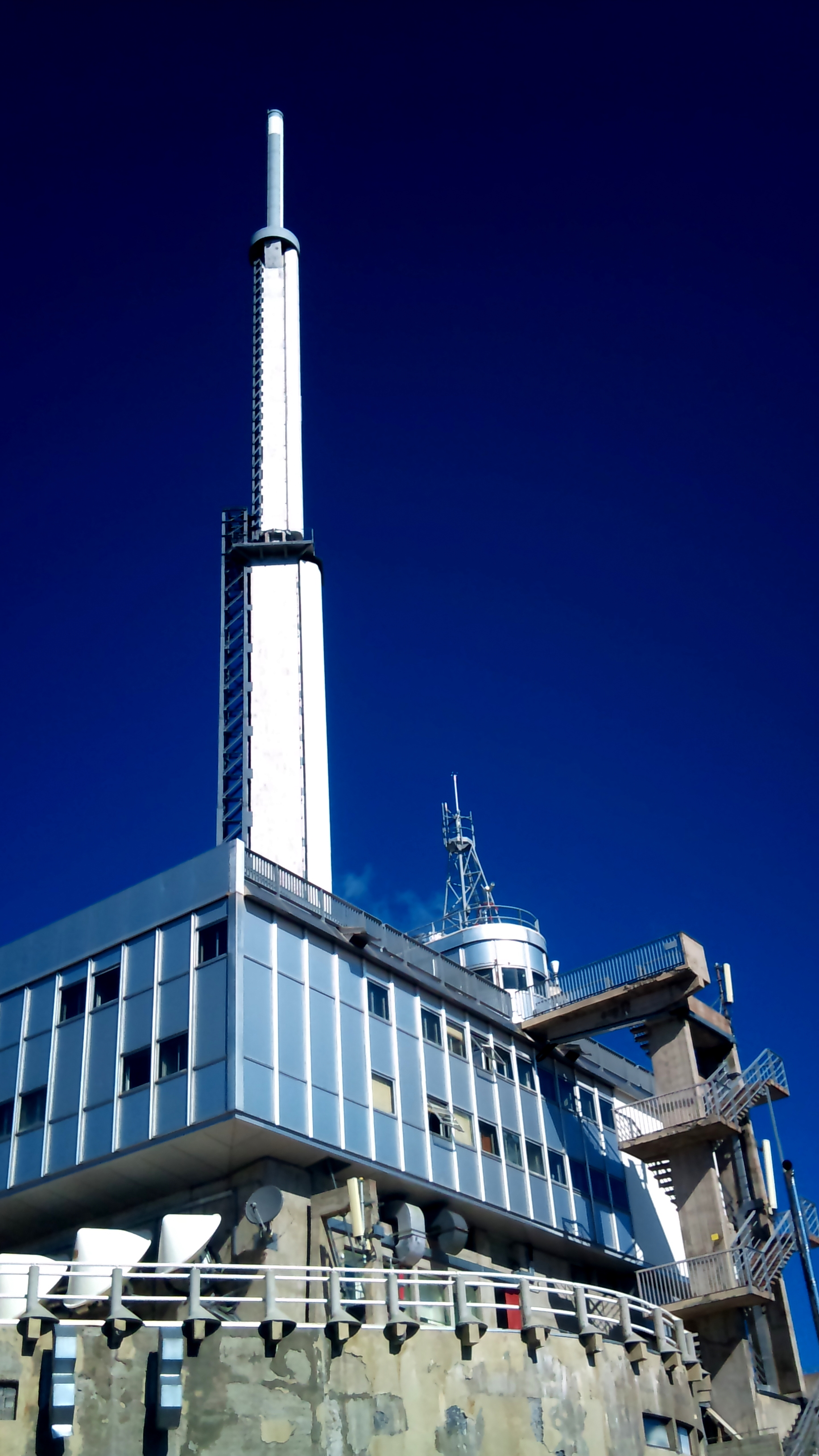
Edificio interministerial